# أيمن عبد النور
أيمن عبد النور (مواليد 6 أغسطس 1989 في سوسة - تونس) لاعب كرة قدم تونسي معتزل، يلعب في مركز قلب الدفاع.

## مسيرته

### في النّوادي
بدأ أيمن عبد النّور مسيرته الاحترافيّة في الفريق التّونسي النجم الرياضي الساحلي الّذي ينشط في الرابطة المحترفة الأولى أثناء موسم 2007-2008، وقد برز بسرعة في الجهة اليسرى من دفاع الفريق بفضل طول قامته ولياقته البدنيّة العالية، وهو ما جعل عديد الفرق الأوروبية تفكّر في انتدابه، وأعلن أيمن عبد النور إعتزاله كرة القدم نهائيا اليوم السبت 1 من يوليو (تموز) 2023.
بعد موسمين ونصف في صفوف النّجم، أمضى أيمن عبد النّور عقد إعارة لفريق فيردر بريمين الألماني لمدّة 6 أشهر، وقد كان العقد يحتوي خيار الانتقال النّهائيّ إلى هذا الفريق في حالة النّجاح. لكنّه لم يلعب سوى ثماني مباريات مع الفريق ولم يقنع المدرّب مطلقا، لذلك عاد إلى النّجم السّاحلي.
مع عودته إلى فريقه الأصليّ، برز عبد النّور بشكل لافت في مركز المدافع المحوري، وهو ما أعاده إلى لائحة اهتمام عدد من النّوادي الأوروبيّة الّتي كان نادي تولوز أكثرها جدّيّة، ففاز بتوقيعه يوم 8 يونيو (جوان) 2011 على عقد يمتدّ لأربع سنوات، مقابل 450 ألف يورو إضافة إلى 10% من قيمة كلّ صفقة بيع جديدة للاّعب يحصل عليها النّجم السّاحلي.
وقد كانت بداية أيمن مع فريق نادي تولوز موفّقة للغاية، فقد ضمن مكانه في التّشكيل الأساسيّ للفريق، وتمكّن من تسجيل هدفه الأوّل معه يوم 26 فبراير (فيفري) 2012 ضدّ نادي سوشو.
بعد ذلك، أصبح اللاّعب من ركائز الفريق، وجلب الانتباه كثيرا بأدائه المقنع، حتّى أصبح يسمّى مع أفضل اللاّعبين في البطولة الفرنسيّة مثل أوليفييه جيرو ويونس بلهندة وايدين هازارد في موسمه الأوّل. وهو ما جعل أندية أوروبيّة كبرى تتقدّم بطلبات لضمّه، كان أهمّها عرض سبارتاك موسكو الرّوسيّ الّذي ناهز 12 مليون يورو، إلاّ أنّ النّادي الفرنسيّ رفض العرض الرّوسيّ.
وفي موسم 2012-2013، واصل عبد النّور تقديم نفس المستوى الّذي ظهر به في الموسم السّابق، وهو ما جعل كبار أندية أوروبا من أمثال نادي برشلونة وريال مدريد وإيه سي ميلان ونادي يوفنتوس ونادي ليفربول ونادي أنجي محج قلعة تفكّر جدّيّا في انتدابه.
ومن ثم في بداية سنة 2014 انتقل إلى نادي موناكو بمبلغ يقدر بخمسة عشر مليون يورو ليصبح من أغلى اللاعبين العرب بعد مهدي بن عطية. تألق عبد النور كثيرا مع موناكو وأصبح من ركائز الفريق وأحد أبرز نجومها لتتوجه مرة أخرى كل الأنظار صوبه عبر عدد من العروض أسفرت عن انضمامه إلى نادي فالنسيا الإسباني مقابل صفقة ضخمة تعتبر الأغلى في تونس ناهزت قيمتها 32 مليون يورو.
في 30 آب/أغسطس 2017 انتقل أيمن عبد النور إلى نادي مرسيليا الفرنسي على سبيل الإعارة قادماً من فالنسيا الإسباني.

### في المنتخب الوطني
كان أيمن عبد النّور دائما متواجدا مع المنتخبات الوطنيّة التّونسيّة في أصناف الشّبّان. أمّا مع المنتخب الأوّل، فقد تمّت دعوته إلى أوّل مرّة في سنة 2009، وقد كان مدرّب المنتخب حينها البرتغالي هومبيرتو كويلهو. ومنذ ذلك التّاريخ، وهو موجود مع المنتخب الأوّل بانتظام تقريبا.
شارك عبد النّور مع المنتخب الأوّل لتونس في كأس الأمم الإفريقيّة سنة 2012 وسنة 2013. كما شارك مع منتخب اللاّعبين المحلّيّن في بطولة أمم إفريقيا للمحليين سنة 2011 وفاز بها مع زملائه تحت قيادة المدرّب التّونسي سامي الطرابلسي.
شارك بانتظام مع منتخب تونس في تصفيات كأس العالم 2014.

### فيديوهات
- 2016 : ومضة إشهارية لياغورت ياب
- 2013 : ومضة إشهارية ل كارفور

### البرامج التلفزية
- 2013 : الورطة على قناة التونسية : ضيف
- 2021 : برنامج هذا المساء على قناة بى إن سبورت : ضيف

### مسلسلات
- 2015 : البوليس ل مجدي السميري : ضيف

## السّجلّ الذّهبيّ

### مع النّجم الرّياضيّ السّاحليّ
- كأس السوبر الأفريقي (1) :
  - 2008

### مع المنتخب الوطنيّ
- بطولة أمم إفريقيا للمحليين (1) :
  - 2011

## روابط خارجية
- أيمن عبد النور على موقع الاتحاد الدولي (مؤرشف)  (الإنجليزية)
- أيمن عبد النور على موقع الاتحاد الأوربي (الإنجليزية)
- أيمن عبد النور على موقع اتحاد تركيا (لاعب) (الإنجليزية)
- أيمن عبد النور على موقع رابطة كرة القدم الفرنسية للمحترفين (الإنجليزية)
- أيمن عبد النور على موقع إي إس بي إن إف سي (الإنجليزية)
- أيمن عبد النور على موقع قاعدة بيانات كرة القدم.إي يو (الإنجليزية)
- أيمن عبد النور على موقع ناشيونال فوتبول تيمز (الإنجليزية)
- أيمن عبد النور على موقع Soccerbase.com (لاعب) (الإنجليزية)
- أيمن عبد النور على موقع Soccerway.com (الإنجليزية)
- أيمن عبد النور على موقع عالم كرة القدم.نت (الإنجليزية)